# Body Language
Body Language är det nionde studioalbum av den australiensiska sångerskan Kylie Minogue, släppt den 20 november 2003 av Parlophone.

## Albuminformation
Body Language är Minogues nionde studioalbum och hennes tredje med skivbolaget Parlophone. Albumet spelades in under sommaren 2003 i Storbritannien, Irland och Spanien. Minogue arbetat med tidigare medarbetare som Richard Stannard, Julian Gallagher, Cathy Dennis, Johnny Douglas och Karen Poole, samt Emilíana Torrini och Dan Carey.
Albumet stöddes av en spektakulär säljfrämjande konsert med titeln Money Can't Buy den 15 november 2003 på Hammersmith Apollo i London. Minogue har utfört sju nya sånger med några av sina äldre hits. Konserten släpptes på DVD i juli 2004 som innehåller en oredigerad version av konserten samt flera vinklar visuella skärmen för föreställningar av "Slow" och "Chocolate", en bakom-kulisserna dokumentärer och videor av alla singlar.
De australiska och japanska versioner av albumet innehöll bonusspåret "Slo Motion". Den japanska versionen innehåller också ett andra bonusspår, "You Make Me Feel". Den nordamerikanska versionen av albumet släpptes 2004 och innehöll musikvideo av "Slow" och utförandet av "Can't Get You Out of My Head" från konserten "Money Can't Buy", samt två bonusspår, "Cruise Control" och "You Make Me Feel". Albumet nådde nummer fyrtiotvå på Billboard 200 och har sålt hittills 177 000 exemplar.

## Singlar
"Slow" släpptes i november 2003 och nådde förstaplatsen i både Storbritannien och Australien. Sången nådde också förstaplatsen i Danmark och Rumänien. I USA nådde sången förstaplatsen på Billboard på Hot Dance Club Songs och Top 40 på Hot Dance Airplay.
"Red Blooded Woman" släpptes i februari 2004. Sången nådde nummer fyra i Australien och nummer fem i Storbritannien. Den nådde Top 10 i Danmark, Ungern, Irland och Italien. I USA nådde sången förstapladsen på Hot Dance Club Songs.
"Chocolate" släpptes i juni 2004 och i juli i Australien. Sången nådde nummer sex i Storbritannien och nummer fjorton i Australien.

## Låtlista
| Nr  | Titel                  | Kompositör | Producent                 | Längd |
| --- | ---------------------- | --- | ------------------------- | ----- |
| 1.  | Slow                   | Kylie Minogue, Dan Carey, Emilíana Torrini                                                                               | Sunnyroads                | 3:15  |
| 2.  | Still Standing         | Ash Thomas, Alexis Strum                                                                                                 | Baby Ash                  | 3:40  |
| 3.  | Secret (Take You Home) | Curtis T. Bedeau, Gerard Charles, Hugh Clarke, Reza Safinia, Lisa Greene, Paul George, Brian P. George, Lucien J. George | Rez, Johnny Douglas       | 3:16  |
| 4.  | Promises               | Kurtis Mantronik, David Billing                                                                                          | Kurtis Mantronik, Douglas | 3:17  |
| 5.  | Sweet Music            | Minogue, Karen Poole, Thomas                                                                                             | Baby Ash                  | 4:11  |
| 6.  | Red Blooded Woman      | Douglas, Poole | Douglas                   | 4:21  |
| 7.  | Chocolate              | Douglas, Poole | Douglas                   | 5:00  |
| 8.  | Obsession              | Khaleel, Billing, M. Grey                                                                                                | Mantronik, Douglas        | 3:31  |
| 9.  | I Feel for You         | Liz Winstanley, J. Piccioni, S. Anselmetti                                                                               | Electric J                | 4:19  |
| 10. | Someday                | Minogue, Torrini, Thomas                                                                                                 | Baby Ash                  | 4:18  |
| 11. | Loving Days            | Minogue, Richard Stannard, Julian Gallagher, Dave Morgan                                                                 | Stannard, Gallagher       | 4:26  |
| 12. | After Dark             | Cathy Dennis, Chris Braide                                                                                               | Dennis, Braide            | 4:10  |

## Medlemmar
| - Kylie Minogue – sång, körsång - Niall Alcott – orkester tekniker (spår 11) - Baby Ash – producent (spår 2, 5, 10), ljudmixning (spår 2, 5, 9, 10), körsång (spår 2) - William Baker – stilist - David Billing – körsång (spår 4) - Chris Braide – alla instrument, körsång (spår 12) - Dave Clews – Pro Tools (spår 3, 6, 7), keyboard (spår 6), programmering (spår 6, 7) - Cathy Dennis – alla instrument, körsång, producent (spår 12) - Johnny Douglas – extra producent (spår 3, 4, 8), alla instrument, körsång, ljudmixning, producent (spår 6, 7) - Electric J – producent (spår 9) - Steve Fitzmaurice – ljudmixning (spår 3, 4, 8) - Dylan Gallagher – förproduktion (spår 12) - Julian Gallagher – producent, keyboard, programmering (spår 11) - Green Gartside – extra sång (spår 10) - Miriam Grey – körsång (spår 4) - Simon Hale – kapellmästare, stränginstrument (spår 11) - Tony Hung – design | - Damon Iddins – ljudmixning assistent (spår 3, 4, 8) - Londons filharmoniska orkester – orkester (spår 11) - Kurtis Mantronik – producent (spår 4, 8) - Tony Maserati – ljudmixning (spår 12) - Dave McCracken – programmering (spår 12) - Mert and Marcus – fotografi - Dave Morgan – gitarr, keyboard (spår 11) - Dan Carey – ljudmixning (spår 1) - Geoff Pesh – ljudtekniker - Karen Poole – körsång (spår 6, 7) - Rez – producent (spår 3) - Geoff Rice – ljudtekniker assistent (spår 12) - Richard Stannard – körsång, keyboard, producent (spår 11) - Alexis Strum – körsång (spår 2) - Sunnyroads – producent (spår 1) - Danton Supple – ljudtekniker (spår 12) - Alvin Sweeney – ljudtekniker, ljudmixning, programmering (spår 11) - Gavyn Wright – orkesterledare (spår 11) |

## Listplaceringar
| Lista (2003)                        | Högsta placering |
| ----------------------------------- | ---------------- |
| Australien (ARIA Charts)            | 2                |
| Österrike (IFPI Austria)            | 23               |
| Belgien (Ultratop 50 Flandern)      | 10               |
| Belgien (Ultratop 50 Vallonien)     | 33               |
| Danmark (IFPI Denmark)              | 22               |
| Nederländerna (MegaCharts)          | 19               |
| Europa (European Top 100 Albums)    | 9                |
| Finland (Finlands officiella lista) | 32               |
| Frankrike (SNEP)                    | 31               |
| Tyskland (Media Control Charts)     | 11               |
| Irland (Irish Albums Chart)         | 19               |
| Japan (Oricon)                      | 43               |
| New Zealand (RIANZ)                 | 23               |
| Norge (VG-lista)                    | 21               |
| Polen (Polish Music Charts)         | 49               |
| Portugal (AFP)                      | 14               |
| Sverige (Sverigetopplistan)         | 20               |
| Schweiz (Schweizer Hitparade)       | 8                |
| Storbritannien (UK Albums Chart)    | 6                |
| USA (Billboard 200)                 | 42               |

## Certifieringar
| Land                 | Certifiering |
| -------------------- | ------------ |
| Australien (ARIA)    | 2× Platina   |
| Österrike (IFPI)     | Guld         |
| Storbritannien (BPI) | Platina      |